# Brevipalpus salasi
Brevipalpus salasi är en spindeldjursart som beskrevs av Ochoa 1986. Brevipalpus salasi ingår i släktet Brevipalpus och familjen Tenuipalpidae. Inga underarter finns listade.